# 夏恩·威斯特
夏恩·威斯特（1978年6月10日—）是美國的一位演員。他最著名的作品包括在NBC醫療電視劇《急診室的春天》中飾演Dr. Ray Barnett，以及在CW電視劇《尼基塔》中飾演Michael Bishop。